# Vallée de Banumbirr
Banumbirr Vallis
Pour les articles homonymes, voir Banumbirr.
La vallée de Banumbirr (désignation internationale : Banumbirr Vallis) est une vallée située sur Vénus dans le quadrangle d'Alpha Regio. Elle a été nommée en référence au nom donné à la planète par les Aborigènes d'Arnhem.